# Нолан Норт
Нолан Норт Ремсі (англ. Nolan Ramsey North; нар. 31 жовтня 1970) — американський актор і актор озвучування. Його голосова робота охоплює таких персонажів, як: Нейтан Дрейк з серії «Uncharted», Дезмонд Майлс з серії «Assassin's Creed», привид з серії «Bungie Destiny» і «Destiny 2», Пінгвін у франшизі «Batman: Arkham», Палава Джоко з «Guild Wars 2», Meepo Geomancer у «Dota 2», Девід у «The Last of Us», Капітан Мартін Вокер у «Spec Ops: The Line», Дедпул у різних медіа, Супербой у мультсеріалі «Юна Справедливість», сам як один з голосів за боса в «Saints Row IV» і Едвард Річтофен в сюжетній лінії «Call of Duty Aether». Він озвучує титульного персонажа з серії «Nick Jr. Blaze» і «Monster Machines».